# Miss You
Miss You är en låt av The Rolling Stones. Som upphovsmän anges Jagger/Richards, men det är Mick Jagger som har bidragit med lejonparten till låten. "Miss You" släpptes som singel den 19 maj 1978 och återfinns på albumet Some Girls. Låten kom till efter att gruppen "jammat" tillsammans med Billy Preston 1977, och var inspirerad av några av gruppmedlemmarnas besök på diskotek. Låten blev gruppens största framgång sedan "Angie" 1973.
Miss You medtogs i magasinet Rolling Stones lista The 500 Greatest Songs of All Time på plats 498.

## Musiker
I enlighet med Some Girls CD
The Rolling Stones
- Mick Jagger – sång
- Keith Richards – elgitarr, bakgrundssång
- Ronnie Wood – elgitarr, bakgrundssång
- Bill Wyman – elbas
- Charlie Watts – trummor

Övriga
- Ian McLagan – elpiano
- Mel Collins – tenorsaxofon
- Sugar Blue – munspel

## Listplaceringar
| Lista (1978)   | Position              |
| -------------- | --------------------- |
| Australien     | 8                     |
| Finland        | 19                    |
| Irland         | 3                     |
| Kanada         | 1                     |
| Nederländerna  | 3                     |
| Nya Zeeland    | 8                     |
| Spanien        | 6                     |
| Storbritannien | 3                     |
| Sverige        | 6 (Topplistan)        |
| USA            | 1 (Billboard Hot 100) |
| Västtyskland   | 12                    |
| Österrike      | 13                    |